# Йондусан
Парк Йондусан (кор. 용두산공원?, 龍頭山公園?) — парк в центре южнокорейского города Пусан и самый старый парк города, известный также как «Вечный друг граждан Пусана». Главной достопримечательностью парка является башня-маяк Пусанская башня высотой 118 метров. Гора, которая находится в парке, носит название Йондусан, поскольку, как считается, похожа на голову дракона, выходящего из моря на землю.
Парк был создан в июне 1916 года, в период японского колониального правления. В период правления Японии в парке проводились митинги и соревнования по боевым искусствам. В 1935 году там был возведён синтоистский храм, сожжённый 17 ноября 1945 года.
С 1 июля 2004 года парком управляет компания Pusan Facilities Management. В 2008 году парк собирались закрыть на реконструкцию, которую должны были выполнять частные подрядчики, но жители Пусана выступили против этого с решительным протестом.

## Учреждения парка Йондусан
- Пусанская башня — первая туристическая башня Республики Корея и самый высокий маяк в Мире
- Галерея Йондусан
- Колокол граждан Пусана
- Памятник Ли Сунсину
- Памятник Ан Хидже.